# Morne Trois Pitons
Morne Trois Pitons – wulkan w centralnej części Dominiki o wysokości 1387 m n.p.m. Jest to druga co do wysokości góra na Dominice, po Morne Diablotins. Znajduje się na terenie Parku Narodowego Morne Trois Pitons, który jest wpisany na listę światowego dziedzictwa UNESCO. Ostatnia datowana erupcja wulkanu miała miejsce w 920 r n.e., jednak w późniejszym okresie mogły występować inne, mniejsze erupcje. Nazwa góry pochodzi od jej trzech wierzchołków. Góra jest zazwyczaj spowita mgłą, a jej zbocza są pokryte lasami deszczowymi.